# From
From è una serie televisiva horror fantascientifica statunitense creata da John Griffin ed interpretata da Harold Perrineau, Catalina Sandino Moreno, Eion Bailey, David Alpay, Elizabeth Saunders, Scott McCord e Ricky He.
La prima stagione della serie è stata trasmessa da Epix negli USA dal 20 febbraio 2022, mentre in Italia è disponibile dal 5 ottobre 2022 sulla piattaforma streaming Paramount+. Ad aprile 2022, la serie è stata rinnovata per una seconda stagione, che ha debuttato il 23 aprile 2023, sulla rinomata emittente MGM+. A giugno 2023, la serie è stata rinnovata per una terza stagione, che ha debuttato il 22 settembre 2024. A novembre 2024, la serie è stata rinnovata per una quarta stagione.

## Trama
Un numero crescente di persone provenienti da ogni parte degli Stati Uniti e da periodi diversi, rimane intrappolata in una città semiabbandonata ed isolata dal resto del mondo, dalla quale è impossibile uscire o comunicare con l'esterno. Gli abitanti cercano di trovare una via d'uscita mentre sono costretti a vivere in condizioni precarie affrontando casi improvvisi di allucinazioni e psicosi e provando a mantenere un apparente senso di normalità. La sopravvivenza è minacciata dai pericoli della foresta circostante dalla quale emergono dei mostri spietati dalle sembianze umane che uccidono senza pietà le persone che si trovano all'aperto di notte.

## Episodi
| Stagione         | Episodi | Pubblicazione USA | Pubblicazione Italia |
| ---------------- | ------- | ----------------- | -------------------- |
| Prima stagione   | 10      | 2022              | 2022                 |
| Seconda stagione | 10      | 2023              | 2023                 |
| Terza stagione   | 10      | 2024              | 2024                 |

## Personaggi e interpreti

### Personaggi principali
- Boyd Stevens (stagioni 1-in corso), interpretato da Harold Perrineau, doppiato da Alessandro Quarta.[1]
È arrivato in città con la moglie Abby e il figlio Ellis qualche settimana dopo altri sopravvissuti mentre viaggiava verso una località marittima. Grazie al suo passato come comandante dell'esercito nelle operazioni di guerra, riesce a stabilire una prima linea difensiva contro i pericoli provenienti dalla foresta, diventando lo sceriffo e il sindaco della città. Si ritiene colpevole di una serie di eventi che hanno sconvolto la propria famiglia.
- Tabitha "Tabby" Matthews (stagioni 1-in corso), interpretata da Catalina Sandino Moreno, doppiata da Eva Padoan.[1]
Moglie di Jim e madre di Julie ed Ethan. Vive con il trauma della morte del figlio neonato Thomas ed è ossessionata dalle visioni di bambini moribondi e dai rumori presenti nella casa in cui abita.
- James "Jim" Matthews (stagioni 1-3), interpretato da Eion Bailey, doppiato da Francesco Bulckaen.[1]
È un ingegnere in viaggio di piacere con la famiglia a bordo di un camper quando rimane intrappolato nella città. Sposato con Tabitha 'Tabby' e padre di Julia ed Ethan, cerca in tutti i modi di tenere al sicuro la famiglia e lasciare la città. Tenta in ogni modo di contattare il mondo esterno e chiedere aiuto.
- Jade Herrera (stagioni 1-in corso), interpretato da David Alpay, doppiato da Alessandro Capra.[1]
È un ingegnere che sviluppa software per le intelligenze artificiali ed è diventato milionario grazie al suo lavoro. Era il passeggero di un'auto scontratasi con il camper di Jim quando è arrivato in città. Dotato di grande intelligenza ma dal carattere odioso, inizia a dare segni di squilibrio mentale dopo qualche settimana dal suo arrivo.
- Donna Raines (stagioni 1-in corso), interpretata da Elizabeth Saunders, doppiata da Stefania Romagnoli.[1]
Tra le prime persone a rimanere intrappolate nella città, diventa la leader dei residenti della casa coloniale. Cerca di mantenere il controllo e garantire la sopravvivenza di tutte le persone di cui è responsabile. È spesso in contrasto con Boyd Stevens.
- Padre Rudra Khatri (stagione 1, guest stagioni 2-3), interpretato da Shaun Majumder, doppiato da Francesco De Francesco.[1]
È il parroco della città. Il suo è un passato oscuro che gli crea dei grossi sensi di colpa. Si è rassegnato all'idea di rimanere intrappolato nella città come conseguenza delle sue azioni.
- Victor Kavanaugh (stagioni 1-in corso), interpretato da Scott McCord, doppiato da Enrico Pallini.[1]
È il sopravvissuto che è rimasto intrappolato nella città prima di chiunque altro da 40 anni, quando era solo un bambino . Conosce alcuni dei segreti che avvolgono la foresta ma viene spesso isolato dagli altri sopravvissuti a causa del suo carattere scostante.
- Kenny Liu (stagioni 1-in corso), interpretato da Ricky He, doppiato da Andrea Oldani.[1]
È il giovane vicesceriffo della città che vive con la madre e si prende cura del padre anziano e malato.
- Kristi Miller (stagioni 1-in corso), interpretata da Chloe Van Landschoot, doppiata da Chiara Oliviero.[1]
Studentessa di medicina al terzo anno e unica dottoressa della città. Cerca di curare i sopravvissuti con quel poco di cui dispone e cerca disperatamente di lasciare la città per ricongiungersi con la fidanzata.
- Fatima Hassan (stagioni 1-in corso), interpretata da Pegah Ghafoor, doppiata da Tiziana Martello.[1]
È la fidanzata di Ellis e protagonista di una guarigione inspiegabile.
- Ellis Stevens (stagioni 1-in corso), interpretato da Corteon Moore, doppiato da Ezzedine Ben Nekissa.[1]
È il figlio ventenne di Abby e Boyd con la passione della pittura. È in conflitto con il padre e vive con altre persone nella casa coloniale a ridosso della città.
- Julie Matthews (stagioni 1-in corso), interpretata da Hannah Cheramy, doppiata da Lavinia Paladino.[1]
È la primogenita di Jim e Tabby, nonché sorella di Ethan. Incosciente e superficiale come ogni adolescente, rimane vittima di uno dei tanti fenomeni inspiegabili che avvengono nella città.
- Ethan Matthews (stagioni 1-in corso), interpretato da Simon Webster, doppiato da Gabriele Piancatelli.[1]
È il secondogenito di Jim e Tabby, nonché fratello di Julie. Soffre delle stesse allucinazioni di Sara e Victor, con il quale stringe un'insolita amicizia.
- Sara Myers (stagioni 1-in corso), interpretata da Avery Konrad, doppiata da Vittoria Bartolomei.[1]
A poche settimane dal suo arrivo inizia a manifestare segni di schizofrenia e sente delle voci che le ordinano di uccidere gli altri sopravvissuti. Vuole farsi perdonare avventurandosi tra i pericoli della foresta.
- Nathan Myers (stagione 1), interpretato da Paul Zinno, doppiato da Danny Francucci.[1]
È il fratello di Sara che cerca di nascondere la schizofrenia della sorella. Alleva in una fattoria gli animali che è riuscito a trovare nella foresta.
- Tian-Chen Liu (stagioni 1-3), interpretata da Elizabeth Moy, doppiata da Alessandra Sani.[1]
È la madre del vicesceriffo Kenny ed è lei a gestire il ristorante della città. Parla poco l'inglese ma riesce comunque a capire cosa dicono gli altri sopravvissuti.
- Tillie (stagioni 2-3), interpretata da Deborah Grover, doppiata da Mirta Pepe.[1]Una donna anziana e spensierata, una dei passeggeri dell'autobus che arriva in città.
- Bakta (stagioni 2-in corso), interpretata da Angela Moore, doppiata da Gianna Gesualdo.[1]L'autista dell'autobus che arriva in città.
- Marielle Sinclair (stagioni 2-in corso), interpretata da Kaelen Ohm, doppiata da Benedetta Ponticelli.[1]
È un'infermiera pediatrica e si rileva poi essere la fidanzata di Kristi. Arriva inspiegabilmente in città a bordo di un autobus, portando con sé un passato di tossicodipendenza.
- Randall Kirkland (stagioni 2-in corso), interpretato da A.J. Simmons, doppiato da Alberto Franco.[1]
Ragazzo dal carattere violento e facilmente influenzabile, viene isolato dai sopravvissuti dopo un'aggressione avvenuta nella casa coloniale. Era a bordo dell'autobus e le sue azioni scellerate metteranno a rischio la vita di coloro che gli sono accanto.
- Elgin Williams (stagioni 2-in corso), interpretato da Nathan D. Simmons, doppiato da Lorenzo Crisci.[1]
Ha avuto un sogno premonitore mentre era a bordo dell'autobus che è rimasto intrappolato nella città.
- Henry Kavanaugh (stagione 3-in corso), interpretato da Robert Joy.
È il padre di Victor, che ha vissuto per 40 anni a Camden, nel Maine, dopo la scomparsa della moglie e dei figli.
- Dani Acosta (stagione 3-in corso), interpretata da Samantha Brown. Un agente di polizia che arriva in città , dopo aver scortato in ambulanza Tabitha ed Henry, che hanno avuto un incidente stradale nel mondo esterno.

### Personaggi ricorrenti
- Abby Stevens (stagioni 1-2), interpretata da Lisa Ryder.
È la moglie dello sceriffo Boyd e la madre di Ellis. Ha prestato servizio nell'esercito statunitense. La permanenza nella città ha messo a dura prova il suo equilibrio mentale.
- Tom (stagioni 1-3), interpretato da Reid Pryce.
Barista della città ed ex professore universitario, ucciso da uno dei mostri.
- Trudy (stagione 1), interpretata da Cynthia Jimenez-Hicks.
Amica di Ellis e Fatima che vive nella casa coloniale uccisa da uno dei mostri.
- Bambino Vestito Di Bianco (stagioni 1-3), interpretato da Vox Smith.
Un misterioso bambino che solo poche persone in città riescono a vedere.Tra questi ci sono Ethan, Sara, Victor e Tabitha.
- Dale (stagioni 1-3), interpretato da Cliff Sauders.
Un abitante della casa coloniale sempre contrario a ogni scelta del gruppo.
- Donna Kimono (stagioni 2-in corso), interpretata da Shuoxin Fu.
Una mostruosa donna cadaverica che Fatima ed Elgin vedono durante le visioni.
- Bing-Qian Liu (stagioni 1-2), interpretato da Simon Sinn.
Padre di Kenny e marito di Tian-Chen che soffre di demenza senile ucciso da uno dei mostri.
- Mostro Sorridente dai capelli rossi (stagioni 1-in corso), interpretato da Jamie McGuire.
Una delle creature che infestano la città con il sorriso sempre sul volto. Dopo essere stato ucciso da Boyd nella seconda stagione rinasce alla fine della stagione 3 da Fatima.
- Martin (stagioni 2-3), interpretato da Robert Verlaque.
Uno strano uomo anziano con dei vermi nel suo sangue che Boyd trova incatenato a un muro di una misteriosa stanza.
- Miranda Kavanaugh (stagioni 2-3), interpretata da Sarah Booth.
La madre di Victor che viene uccisa dai mostri quando lui era un bambino.
- Eloise Kavanaugh (stagione 2), interpretata da Ellie Cluett.
La sorella minore di Victor, uccisa dai mostri quando lui era un bambino.
- Christopher (stagioni 2-3), interpretato da Thom Payne.
Ventriloquo e residente della cittadina che impazzi a causa di strane visioni quando Victor era un bambino .
- Mostro vestito da cowboy (stagioni 2-in corso), interpretato da Wil Lang.
Una delle creature che infestano la città, spietato, sadico che ama torturare le sue vittime.
- Mostro vestito di giallo (stagioni 3-in corso), interpretato da Douglas E. Hughes.
Una delle creature che infestano la città, che viene invocato suonando della musica. È sua la voce che minaccia alla radio Jim, alla fine della prima stagione.

## Produzione
Il 7 giugno 2018, YouTube Red ha annunciato lo sviluppo della serie From creata da John Griffin come parte di un accordo generale tra le società di produzione Midnight Radio e AGBO dei fratelli Russo. Ad aprile 2021, la serie è stata trasferita su Epix. Il progetto ha ricevuto un ordine iniziale per una serie di 10 episodi con Jack Bender alla regia dei primi quattro. Nel maggio 2021, Harold Perrineau, Eion Bailey e Catalina Sandino Moreno sono stati scelti per i ruoli principali. A luglio, Shaun Majumder, Elizabeth Saunders, Avery Konrad, Hannah Cheramy, Ricky He, Simon Webster, Chloe Van Landschoot e Pegah Gahfoori sono stati annunciati come protagonisti della serie.
Le riprese della prima stagione sono iniziate verso la fine di maggio 2021 ad Halifax, nella Nuova Scozia. Le riprese principali si sono svolte intorno a Beaver Bank e al Sackville River, nella comunità suburbana di Lower Sackville. La sigla di apertura, Que sera, sera (Whatever Will Be, Will Be), è stata eseguita dai Pixies mentre Chris Tilton ha composto la colonna sonora della serie.
Il 24 aprile 2022 Epix ha rinnovato la serie per una seconda stagione, trasmessa dal 23 aprile 2023.
Il 29 giugno 2023 MGM+ ha commissionato una terza stagione di 10 episodi, trasmessa dal 22 settembre 2024.
Il 21 novembre 2024 la MGM+ ha commissionato una quarta stagione della serie.

## Distribuzione

### Data di uscita
La serie è stata presentata in anteprima negli Stati Uniti su Epix (ora MGM+) il 20 febbraio 2022. In Italia è disponibile sulla piattaforma streaming Paramount+ dal 5 ottobre 2022.
Le date di uscita internazionali della prima stagione nel corso del 2022 sono state:
- 20 febbraio negli Stati Uniti d'America
- 27 maggio in Australia[18]
- 26 luglio nel Regno Unito[19]
- 16 agosto in Svezia
- 16 settembre in Spagna e Portogallo[20][21]
- 27 settembre in Canada
- 2 ottobre in America Latina[22]
- 5 ottobre in Italia[23]
- 29 ottobre in Europa centro-orientale[24][25][26]
- dicembre 2022 in Francia
- 8 dicembre in Germania[27]

Le date di uscita internazionali della prima stagione nel corso del 2023 sono state:
- 6 novembre nei Paesi Bassi[28]

### Edizione italiana
La direzione del doppiaggio e i dialoghi italiani sono curati da Enzo Antonelli per conto di SEDIF che si è occupata anche della sonorizzazione. A partire dalla seconda stagione la direzione del doppiaggio è di Giampaolo Gammino e i dialoghi italiani sono curati da Davide Figliolini e Myriam Olivo per conto di D-HUB Studios che si è occupata anche della sonorizzazione.

## Accoglienza

### Critica
Il sito Rotten Tomatoes ha valutato come positiva al 94% la qualità della serie televisiva, basandosi su un insieme di 16 recensioni con una valutazione media di 6,8/10. Il consenso espresso è: "Abilmente ancorato da Harold Perrineau, From è un viaggio intrigante verso una destinazione misteriosa." Metacritic, che utilizza una media ponderata, ha assegnato un punteggio di 65 su 100 basato su quattro critici, indicando "giudizi generalmente favorevoli".

## Riconoscimenti
- ACTRA Maritimes Awards
  - 2022 – Candidato a miglior attore a Bob Mann[31]
- Astra Television Awards
  - 2023 – Candidata a miglior serie drammatica di una rete radiotelevisiva[32]
  - 2023 – Candidato per il miglior attore protagonista in una serie drammatica di una rete televisiva o via cavo a Harold Perrineau[32]
  - 2023 – Candidata per la miglior attrice non protagonista in una serie drammatica di una rete televisiva o via cavo a Catalina Sandino Moreno[32]
  - 2023 – Candidato per la miglior regia in una serie drammatica di una rete televisiva o via cavo a Jack Bender per Passo a due[32]
- Black Reel Awards for Television
  - 2023 – Candidato a miglior attore protagonista in una serie drammatica a Harold Perrineau[33]
- DGC Awards
  - 2022 – Candidato a miglior scenografia per una serie drammatica a Matt Likely per Una lunga giornata, dalla luce al buio[34]
  - 2022 – Candidati a miglior montaggio sonoro in una serie drammatica a John Douglas Smith, Dustin Harris, Mark Dejczak, Claudia Pinto, Taylor Brockelsby e Kevin Banks per Una lunga giornata, dalla luce al buio[34]
  - 2023 – Candidato a miglior montaggio in una serie drammatica a Michele Conroy per La gentilezza degli estranei[35]
  - 2023 – Candidati a miglior montaggio sonoro in una serie drammatica Adam Stein, Brent Pickett, Ryan Joe Allam, Matthew Hearn, Kelly McGahey e Kevin Banks per Stranieri in Terra Straniera[35]
- Imagen Awards
  - 2023 – Candidata a miglior attrice non protagonista in una serie drammatica a Catalina Sandino Moreno[36]
- Leo Awards
  - 2023 – Migliore attore non protagonista in una serie drammatica a Ricky He per Come stanno le cose ora[37]
  - 2024 – Candidato a migliore attore non protagonista in una serie drammatica a Ricky He[38]
- Satellite Award
  - 2023 – Candidata a miglior serie televisiva di genere[39]
  - 2024 – Candidata a miglior serie televisiva di genere[40]
- Saturn Awards
  - 2022 – Candidata a miglior serie televisiva horror[41]
  - 2022 – Candidato a miglior attore in una serie televisiva a Harold Perrineau[41]
  - 2024 – Candidata a miglior serie televisiva horror[42]
  - 2024 – Candidato a miglior attore in una serie televisiva a Harold Perrineau[42]
- Young Artist Award
  - 2023 – Candidato alla miglior performance in una serie televisiva - Giovane attore non protagonista a Simon Webster[43]